# باري سميث (لاعب كرة قدم بريطاني)
باري سميث (بالإنجليزية: Barry Smith)‏ (3 مارس 1953 في المملكة المتحدة - ) هو لاعب كرة قدم بريطاني في مركز حراسة المرمى. لعب مع كولتشستر يونايتد ونادي سندرلاند ونادي والسول وF.C. Clacton ‏ ونادي ويموث.